# Șanțul paracentral

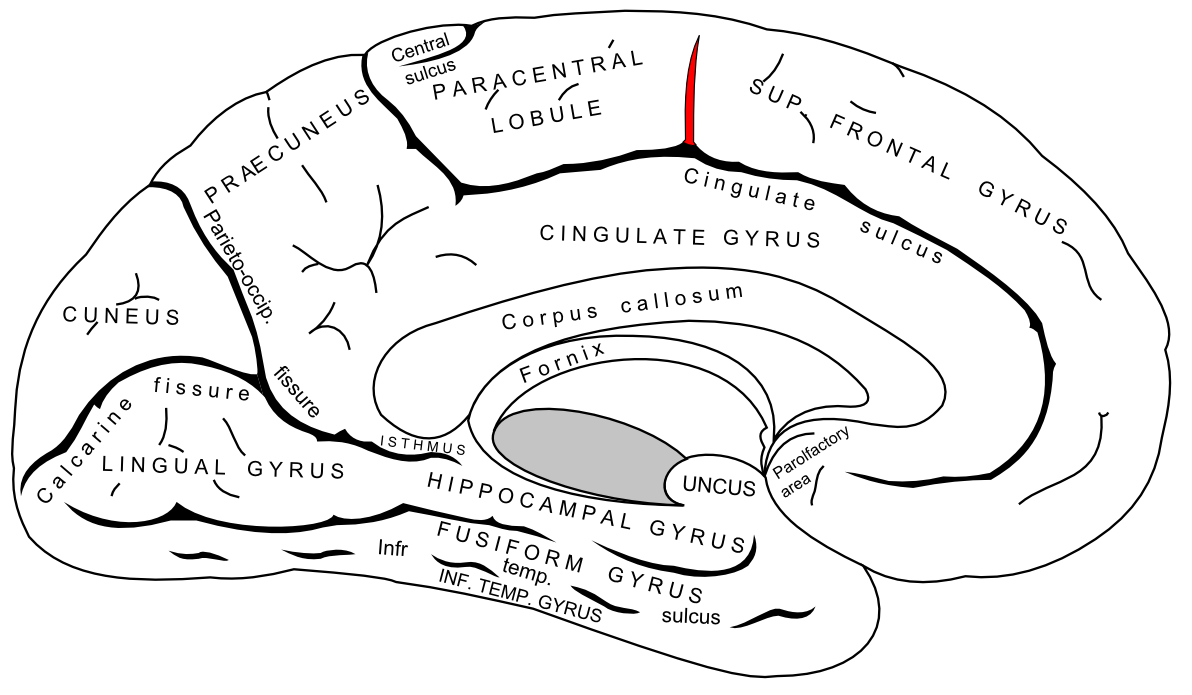
Faţa medială a emisferei cerebrale.

Șanțul paracentral (Sulcus paracentralis), sau fisura paracentrală, șanțul preovalar, incizura preovalară este un șanț mic, vertical sau oblic, pe fața medială a emisferei, uneori considerat ca o ramură a șanțului cingular, situat între porțiunea anterioară a lobulului paracentral (girusul paracentral anterior) și girusului frontal superior. Șanțul paracentral coboară de la marginea superioară a emisferei cerebrale spre șanțul cingular.